# Sauk et Fox

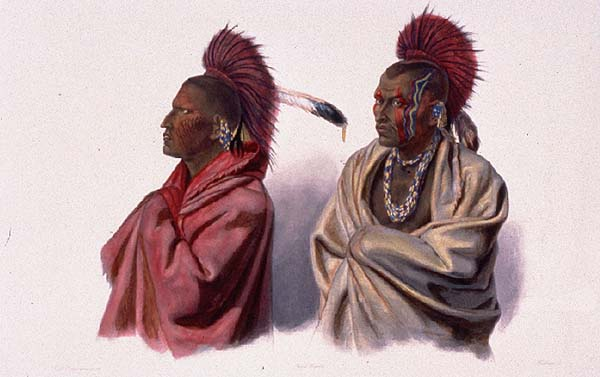
Peinture de 1833 représentant la coiffure habituelle des tribus de l'est de l'Amérique du Nord (Cheveux coupé sur les côtés et poils de cerfs ajoutés au sommet du crâne.

La nation Sauk et Fox est l'entité politique moderne regroupant les nations amérindiennes Sauk et Fox. Les tribus étaient déjà alliées dans le passé et disposaient d'un langage similaire (Langues algonquiennes) avec quelques petites différences seulement. Les Sauks se donnaient le nom Asakiwaki (ou Osakiwug) qui signifie « peuple de la terre jaune » alors que les Fox se nommaient dans leur langage Meshkwahkihawi signifiant « peuple de la terre rouge ».
La tribu était composée de plusieurs groupes. Le groupe principal « Sac et Fox du Mississippi en Oklahoma » s'est déplacé à Stroud (Oklahoma) en 1869. En 2000, ils étaient encore environ 2 500 dans une réserve de 3,2 km2.
Un plus petit groupe (appelé « Sauk et Fox du Mississippi en Iowa » ou « Meskwaki ») retournèrent en Iowa. En 2000, ils étaient 761 dans une réserve du comté de Tama. La tribu Sac et Fox du Missouri se sépara en plusieurs groupes dans les années 1830. Dans le Nebraska, ils étaient 217 en 2000 dans une autre réserve. L'athlète célèbre Jim Thorpe était un membre de cette tribu. 